# San Trifone in Posterula
San Trifone in Posterula ou Igreja de São Trifão em Posterula era uma igreja de Roma, Itália, localizada no rione Campo de Marte, localizada na esquina da Via dei Portoghesi com a via della Scrofa, demolida em 1746. Era dedicada a São Trifão.

## Nome
A igreja provavelmente foi construída para abrigar as relíquias de São Trifão, antes mantidas numa igreja fora das muralhas da cidade. O nome "in Posterula" é uma referência às poternas (em latim: posterulæ) que existiam na região, pequenas aberturas na muralha que permitiam o acesso ao Tibre.

## História

### Primeiros anos
Acreditava-se que esta igreja tinha origens muito antigas, chegando ao século VII.
A primeira referência certa desta igreja é sua reconstrução em 1006 com fundos doados por João Crescêncio, como relatado em uma bula do papa João XVIII. Mais de cem anos depois, em 1127, uma bula do papa Honório II menciona um certo Leonardo como seu arcipreste e outra, de 1222, nomeia Ângelo como presbítero da igreja. Uma série de bulas datando de 1181 a 1188 relatam uma disputa entre San Trifone, juntamente com San Salvatore de Sere, San Nicola de Praefectis e San Biagio de Monte Acceptabili, contra o mosteiro de Santa Maria in Campo Marzio.

### Agostinianos
O papa Honório IV, com um decreto de 20 de fevereiro de 1287, concedeu a igreja aos agostinianos, que acrescentaram ao seu nome original o do seu padroeiro, Santo Agostinho. O Catálogo de Turim (1320) atesta que, na época, a igreja tinham uma capela papal e abrigava vinte e cinco frades agostinianos.
Em 11 de abril de 1424, os agostinianos transferiram solenemente as relíquias de Santa Mônica, a mãe de Santo Agostinho, de seu túmulo anterior, em Óstia Antiga, para lá.

### Declínio e demolição
O declínio da igreja começou em 1484 com a construção da basílica de Sant'Agostino bem ao lado, o que levou os monges a deixarem San Trifone. A igreja permaneceu à sombra da gigantesca nova igreja e continuou existindo mesmo depois da construção do enorme complexo monástico agostiniano que a envolveu completamente em 1537. A sua existência é comprovada por uma menção em um catálogo de igrejas de 1555 e por uma xilogravura da igreja feita por Girolamo Francino em 1588. Ela foi novamente mencionada em 1625 como um oratório da "Confraria do Santíssimo Sacramento de Santo Agostinho".
Em 1746, apesar de suas origens muito antigas e proeminência passada, foi demolida quando Luigi Vanvitelli foi contratado para ampliar o Convento de Santo Agostinho e, atualmente, algumas ruínas da igreja ainda estão visíveis em partes do complexo agostiniano.

## Distinções

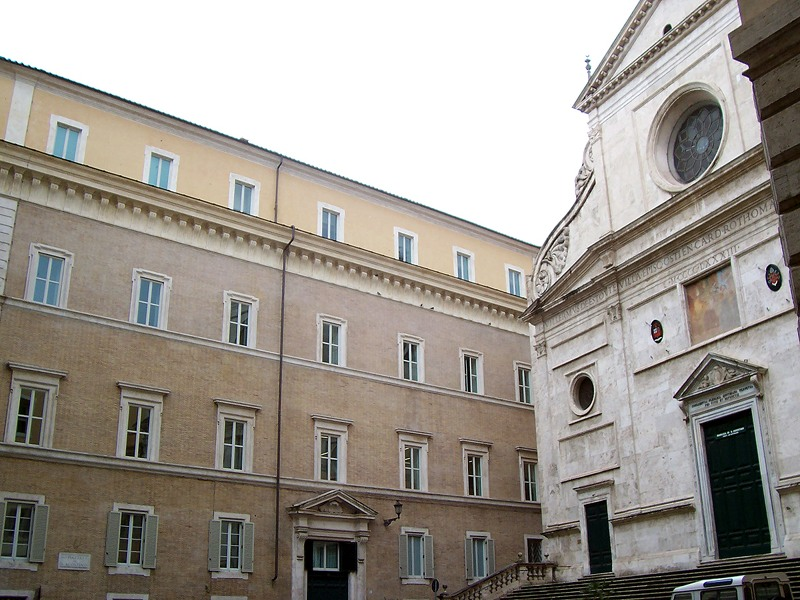
Moderna basílica de Sant'Agostino e o complexo do mosteiro vizinho (Convento di Sant'Agostino). A igreja de São Trifão ficava nas imediações e foi demolida para dar espaço ao convento.

### Estações da quaresma
A igreja de San Trifone era antigamente uma igreja estacional para o sábado depois da Quarta-feira de Cinzas. Depois de sua demolição, esta distinção passou para Sant'Agostino.

### Título cardinalício
A diaconia de São Trifão (em latim: S. Triphonis), ligada a esta igreja, foi criada em 13 de março de 1566 pelo papa Pio V e suprimida em 13 de abril de 1587 pelo papa Sisto V.
Mariano Armellini, que defende que San Trifone foi demolida no século XVI durante as obras de construção do Convento de Santo Agostinho, afirma que o título cardinalício foi transferido para São Salvador em Primicério, que o manteve até 1566, quando ele foi transferido para Sant'Agostino.